# Myiothlypis conspicillata
El arañero embridado o reinita embridada (Myiothlypis conspicillata) es una especie de ave de la familia Parulidae, endémica de la Sierra Nevada de Santa Marta en Colombia.

## Hábitat
Vive en el bosque húmedo montano, bosque secundario, bordes del bosque y plantaciones sombreadas, entre los 450 y 2.200 m de altitud.

## Descripción
Mide 13,5 cm de longitud. El plumaje de las parte superiores es de color verde oliva, con la cabeza gris y una franja amarilla en la corona, área supraloreal blanca y lores negros.

## Reproducción
Hace un nido en forma de cuenco, sobre el suelo o entre raíces de árboles.